# Ibrahim Labyad
Ibrahim Labyad (àrab: إبراهيم الأبيض, Ibrāhīm al-Abyaḍ) és una pel·lícula d'acció dramàtica egípcia de 2009 dirigida per Marwan Hamed.

## Argument
Ibrahim i Horeya són dos nens que viuen a un dels barris més marginats del Caire. Ibrahim presencia l'assassinat del seu pare, fet que el separa d'Horeya i l'empeny a l'inframón criminal de la ciutat. Creix i s'ha fet un nom, «Ibrahim Labyad» (‘Ibrahim l'Arma blanca’), i es relaciona amb el principal cap criminal del Caire,  Abdul-Malek Zarzur. Tanmateix, es retroba amb Horeya, de la que s'enamora malgrat les circumstàncies adverses.

## Repartiment
- Ahmed El-Sakka: Ibrahim
- Hend Sabri: Horeya
- Amr Waked: Ashry
- Mahmoud Abdel Aziz: Abdul-Malek Zarzur
- Bassem Samra: Mahdy
- Sawsan Badr: mare de Horeya